# Бартоломео ди Джованни
Бартоломео ди Джованни ди Доменико (итал. Bartolomeo di Giovanni di Domenico; ок. 1458—1501) — итальянский живописец эпохи раннего Возрождения, периода кватроченто флорентийской школы.

## Жизнь и творчество
О художнике известно крайне мало. Его произведения были впервые идентифицированы историком искусства Бернардом Беренсоном, который не знал его настоящего имени, поэтому называл его «Учеником Доменико» (итал. Alunno di Domenico). Это название было основано на том, что художник написал пределлу к алтарю «Поклонение волхвов» работы Доменико Гирландайо (1488) для Воспитательного дома во Флоренции (Оспедале дельи Инноченти). «Ученик Доменико» также сотрудничал с Сандро Боттичелли, поэтому он получил ещё одно прозвание: «Амико ди Сандро» (итал. Amico di Sandro — Друг Сандро). Позднее архивные исследования выявили настоящее имя художника: Бартоломео ди Джованни.
Бартоломео ди Джованни создал множество расписных кассоне и картонов для шпалер. Он также писал алтарные образы, такие как «Мадонна с Младенцем и четырьмя святыми» (1498) для церкви Сан-Джованни-ди-Болдроне во Флоренции (теперь находится в Художественном музее колледжа Маунт-Холиок (Массачусетс, США).
Бартоломео не следует отождествлять с итальянским скульптором и архитектором Бартоломео ди Джованни д’Асторе Синибальди (1469—1535) или с итальянским живописцем и архитектором Бартоломео ди Джованни Коррадини, известным как Фра Карневале. Его также необходимо отличать от двух других флорентийцев конца XV века с похожими именами: Бартоломео ди Джованни Мазини (художник по ткани), или Бартоломео ди Джованни дель Фора.

## Галерея

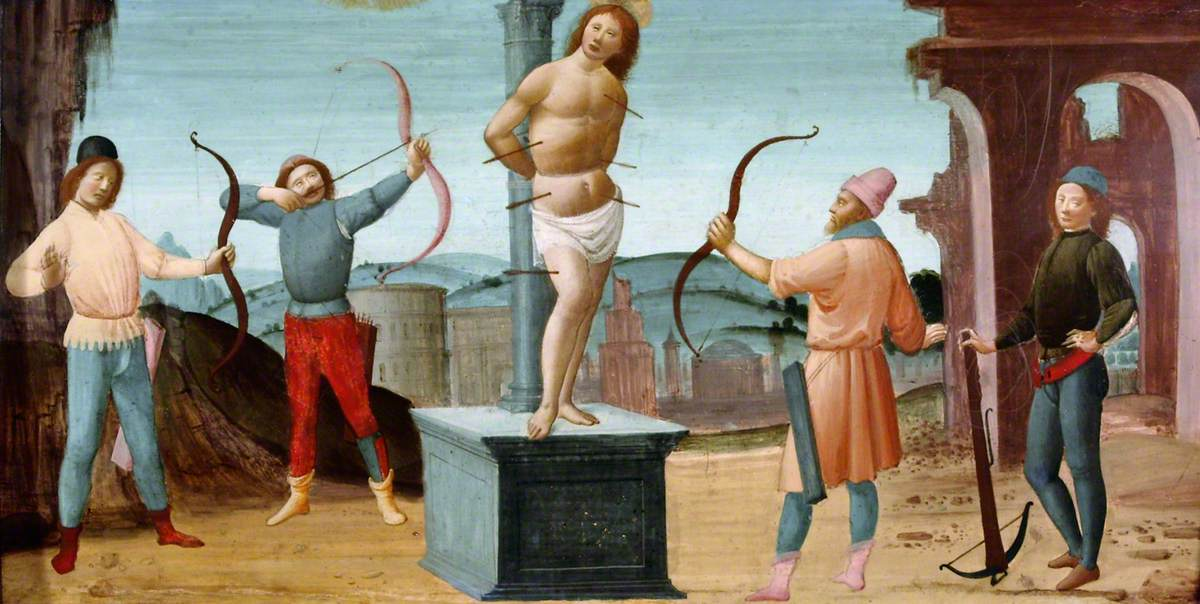
Мученичество Святого Себастьяна. Дерево, темпера. Галерея искусств Уокера, Ливерпуль, Англия
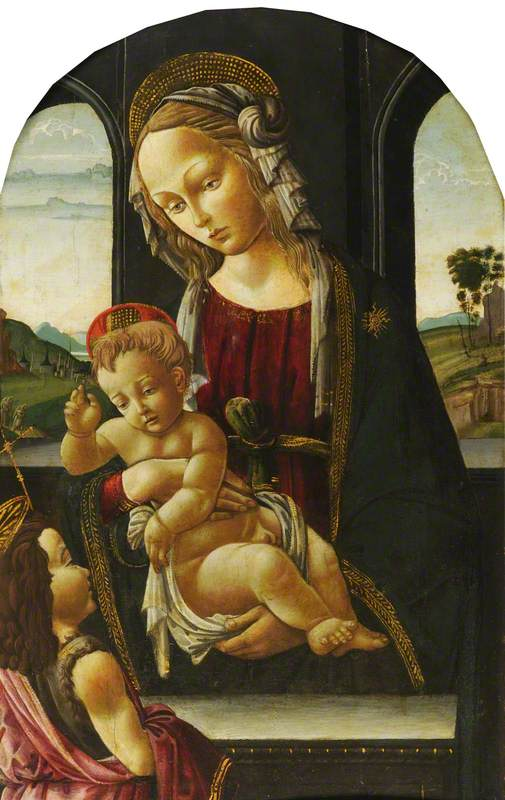
Мадонна с младенцами Иисусом и Иоанном Крестителем. Крайст-чёрч, Оксфордский университет, Англия
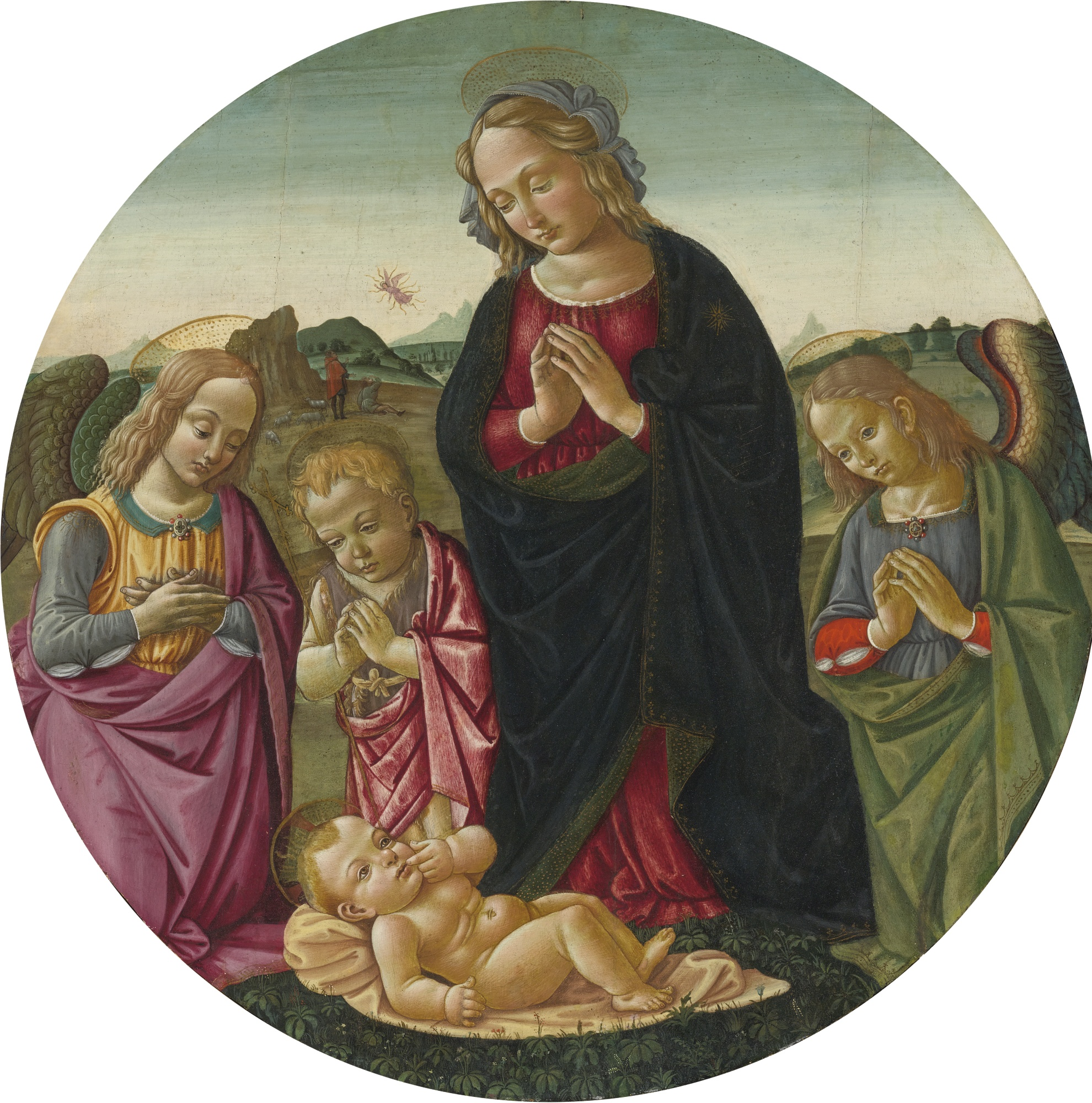
Дева Мария и младенец Иоанн поклоняются Христу. Дерево, темпера. Частное собрание
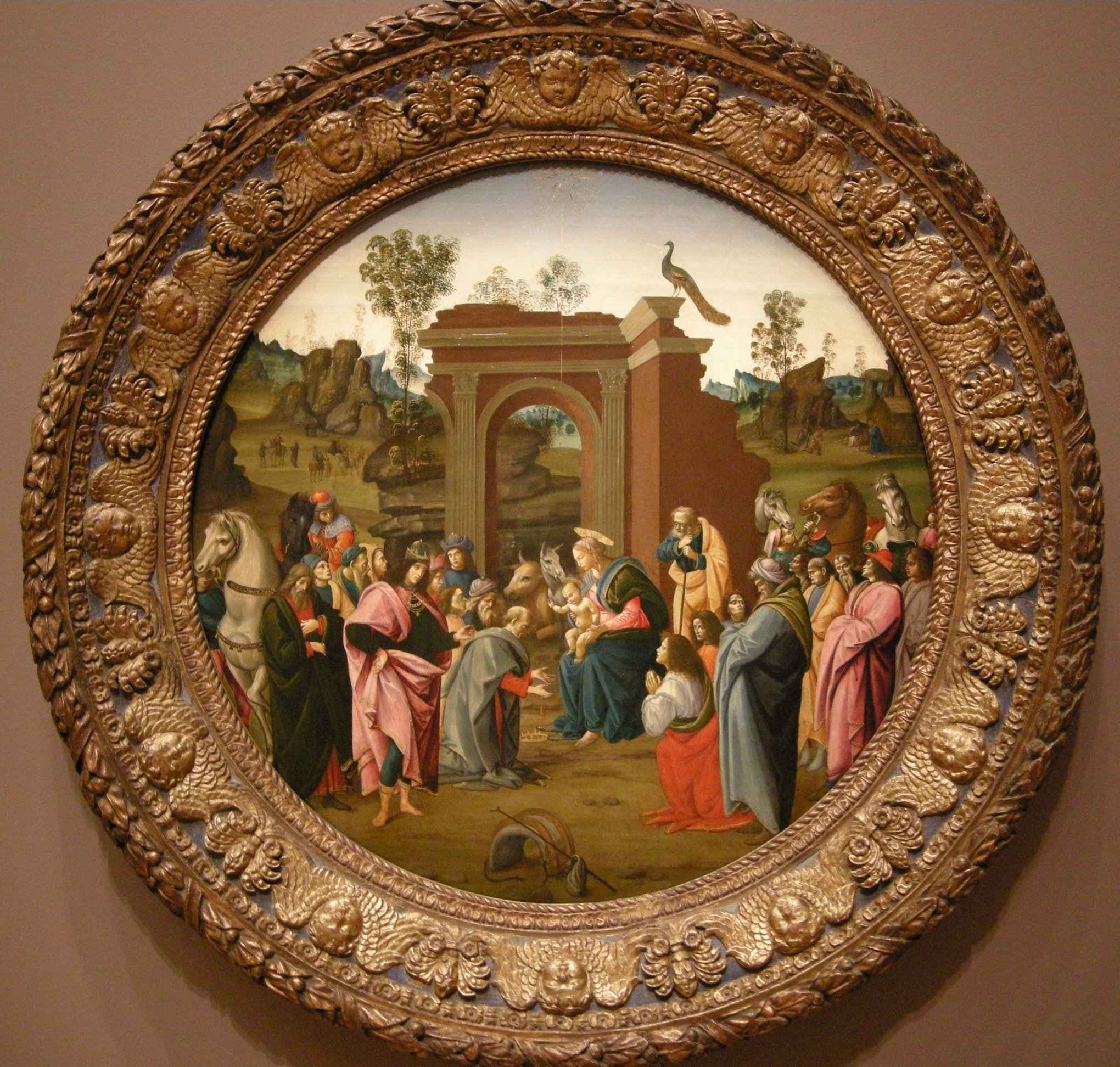
Поклонение волхвов. Ок. 1490. Музей изобразительных искусств Сан-Франциско, США